# Kat Graham
Katerina Alexandre Hartford "Kat" Graham Embaixador(a) da boa vontade da ACNUR (Genebra, 5 de setembro de 1989), é uma atriz, cantora e dançarina norte-americana nascida na Suíça. Seu primeiro álbum foi lançado em outubro de 2015, titulado como "Roxbury Drive". Mais conhecida por interpretar a personagem bruxa "Bonnie Bennett" na série "The Vampire Diaries", do canal The CW. Em 29 de maio de 2012, Kat lançou o seu primeiro EP "Against the Wall". Seu primeiro álbum foi lançado em outubro de 2015, titulado como "Roxbury Drive". Kat Graham lançou o seu segundo álbum "Love Music Funk Magic" a 2 de junho de 2017.

## Biografia
Nascida em Genebra na Suíça, Katerina é a filha de um pai afro-americano, Joseph Graham e mãe judia, Natasha Graham. Na infância Katerina Graham frequentou escola hebraica e fala inglês, espanhol, francês, português e hebraico. Ela vive sob diferentes culturas e sociedades desde pequena. Katerina acredita que isso influenciou muito a sua vida artística e pessoal e promove a sua motivação intensa para o sucesso. O pai de Katerina era um executivo de música e também o padrinho de dois dos filhos de Quincy Jones. Seu avô era um embaixador junto as Nações Unidas para a Suíça. Katerina nasceu em Genebra, enquanto seu pai estava fazendo jornalismo para o das Nações Unidas. Katerina foi criada na cidade de Los Angeles, na Califórnia.

## Carreira
Em 1995, Katerina entrou na indústria do entretenimento com seis anos de idade. Desde, ela poderia ser encontrada em comerciais, como Barbie, K-Mart, Pop Tart, Coca Cola e Edison, e programas de televisão como "Joan of Arcadia", "Like Family", "Grounded for Life", e "Lizzie McGuire". Sua primeira grande oportunidade veio quando ela passou a jovem Christina Milian como anfitriã da série do Disney Channel, "Movie Surfers".
Em 2004, aos 15 anos, ela foi escolhida pela coreógrafa Fátima para se apresentar no BET Awards como dançarina para Lil 'Bow Wow. Essa experiência levou a outras passagens como dançarina de fundo para Missy Elliott, Pharrell, Jamie Foxx, e coreógrafos como Hi Hat e Michael Rooney.
Além de ser uma atriz e dançarina profissional, Katerina também começou a perseguir uma carreira como cantora. Uma das primeiras músicas que ela escreveu e cantou "Derailed", foi apresentada em um filme de Jean-Claude Van Damme. Concluindo a canção que a inspirou a comprar seu próprio estúdio e produtora para adicionar à sua lista de talentos. Embora ela não tenha tido nenhum treinamento formal de produção, ela logo dominou as técnicas e desenvolveu seu estilo único.
Um ano depois, ela conheceu o produtor Damon Elliott que produziu outras cantoras como Pink, Mya, Destiny's Child, que acabou por ser um mentor influente. Enquanto os dois trabalharam no aperfeiçoamento de habilidades de Katerina sendo seu músico e produtor, ela continuou a trabalhar como atriz, estrelando em programas de televisão CSI: Las Vegas, The OC, "Malcolm in the Middle", "Joan of Arcadia" , "Strong Medicine", e Hannah Montana. Ela ainda esteve em vídeos de musicais, aparecendo com Akon em "Lonely",de 112 "What If", de John Legend "Used To Love You", B2K "Why I Love You", "Somebody to love" de Justin Bieber, e muitos outros.
Aos 17 anos, Katerina foi selecionada pela Coca-Cola Company, como parte de uma campanha internacional para comercializar seus refrigerantes Fanta. Ao promover a campanha como um membro da "The Fantanas" (como Capri / morango), Katerina simultaneamente completou a sua licenciatura em engenharia de gravação.
Ela continua a trabalhar atuando, com música e dança: ela terminou recentemente uma turnê mundial com The Black Eyed Peas; sua voz é caracterizada em duas músicas do Will. I. Am, última versão solo de "Songs About Girls" e "I Got It From My Mama", e com Snoop Dogg fez "The Song Donque" no mesmo disco. Ela atuou recentemente no filme 17 Again, estrelado por Zac Efron e Matthew Perry. Seus próximos projetos são um filme que fala de Natal "Nosso primeiro Natal", o pequeno-moderno remake do "Clube arquibancadas", e é estrelado com Kel Mitchell's e Chaka Lovebell no filme "Chicago Pulaski Jones". O filme, que será a estréia na direção de comediante Cedric the Entertainer. Ela está filmando também o filme Boogie Town estrelando ao lado de Marques Houston, Brenda Song e Vanessa Simmons, assim como o The Roommate com Leighton Meester. Fez uma participação especial no clipe de Nelly na música "Just A Dream" lançado em 2010.
Em 2009 Katerina disponibilizou em seu canal no youtube 2 temporadas (a primeira de 21 episódios e a segunda com 14) do reality web show sobre sua ascensão à fama chamado "Road to Oz", mais tarde deletados da sua conta, restando apenas o preview do episódio 14 da 2ª temporada.
Em 31 de agosto de 2011 a artista Kat Graham explora o lado mais obscuro do amor com seu livro de estréia, uma coleção de poemas no estilo Neruda. Ela narra um espaço de tempo em que se apaixonar é mais que um desenrolar uma linha, então o equívoco abençoado é entregue a nós habitualmente. O livro é chamado The Blue Sky Chronicles, disponível no iTunes publicado pela Paperless Publishing, LLC.
Em julho 2011 Kat disponibilizou de graça na sua conta do youtube (e em seu site oficial) o download de um EP (The Remixes) com diversos remixes de três de seus singles lançados até então ("Sassy", "Cold Hearted Snake" e "I Want It All"). Onde também estão disponíveis outros remixes e mashups de diversas canções, todos de graça.
Em fevereiro de 2012 Kat assinou com a gravadora A&M/Octone Records e em março de 2012 ela lançou o seu primeiro single em uma grande gravadora "Put Your Graffiti On Me", produzido pelo duo autraliano “Twice as Nice” (50 Cent, Pete Wentz), que estreiou no PerezHilton.com e recebeu críticas positivas, no mesmo mês o vídeo oficial estreiou e em 19 de outubro já possuia 4.843.458 visualizações no YouTube. A música chegou ao 5º lugar nas paradas da Billboard Hot Dance Club Songs. Em 29 de maio Graham apresentou a música no The Ellen DeGeneres Show, sendo sua primeira performance musical televisionada. No mesmo dia Graham lançou o seu primeiro EP comercial Against The Wall que debutou em 54º lugar nas paradas do iTunes Music Album.
Entre junho e setembro de 2012 Kat participou da série online "Kat Graham Road To..." no canal do YouTube "AwesomenessTV", mostrando em 12 episódios o percurso de Katerina no showbizz a partir da gravação do seu EP "Against the Wall", produzido por sua própria produtora "Panthera Pictures".
O segundo single tirado do EP foi "Wanna Say", lançado também em um EP com remixes. O videoclipe foi dirigido por Benny Boom e produzido por London Alley e estreou em 18 de de janeiro de 2013 no canal  E!, e no dia seguinte no Vevo. Ainda em 2012 ela participou da música "Dog Day Afternoon" do álbum digital cooperativo e de graça de Ras Kass & Doc Hollywood, "Spit No Evil". Em 25 de junho de 2013 Kat Graham deixou 5 fãs liberarem o nome de seu terceiro single no twitter, "Power" teve seu single premiere no Billboard.com no dia seguinte. "Power" foi lançado em 23 de julho no itunes. Quando lançou "Power" Kat havia finalizado um catálogo com 60 músicas, mas como a gravadora não considerou nenhuma um single em potencial, ela gravou mais outras músicas, incluindo "Power", que faria parte de um novo EP.
Kat Graham está atualmente gravando o seu álbum de estréia pela gravadora Interscope Records. A produção pode ser acompanhada a partir de março de 2014 na nova web série "Breaking The Record" no canal "Maker Music", no YouTube. Em 25/08, através do seu perfil no Instagram, Kat anunciou o lançamento de seu primeiro álbum de estúdio. "Roxbury Drive" foi lançado oficialmente em 25 de setembro de 2015. Kat Graham lançará seu novo álbum "Love Music Funk Magic" em 2 de junho de 2017. Kat, pessoalmente, co-escreveu e co-produziu o álbum. O lançamento oficial do primeiro single do álbum "Sometimes" será no dia 31 de março de 2017.

## Discografia

### Álbuns de Estúdio
| Título                | Ano                                                                                         | Posição nas paradas |
| Título                | Ano                                                                                         | US Heat             |
| --------------------- | ------------------------------------------------------------------------------------------- | ------------------- |
| Roxbury Drive         | - Lançamento: 25 de setembro de 2015 - Gravadora: Sound Zoo - Formato: CD, Download digital | —                   |
| Love Music Funk Magic | - Lançamento: 02 de junho de 2017 - Gravadora: Sound Zoo - Formato: CD, Download digital    | ASA                 |

### EP's
| Título              | Ano                                                                                                  | Posição nas paradas |
| Título              | Ano                                                                                                  | US Heat             |
| ------------------- | --- | ------------------- |
| The Remixes         | - Lançamento: 26 de julho de 2011 - Gravadora: Perezcious Records - Formato: Download digital grátis | —                   |
| Against the Wall    | - Lançamento: 29 de maio de 2012 - Gravadora: A&M/Octone Records - Formato: CD, Download digital     | 4                   |
| Wanna Say (Remixes) | - Lançamento: 30 de outubro de 2012 - Gravadora: A&M/Octone Records - Formato: Download digital      | —                   |
| 1991 (The Remixes)  | - Lançamento: 26 de maio de 2015 - Gravadora: Sound Zoo - Formato: Download digital                  | —                   |

### Singles
| Ano  | Música                          | Posição nas paradas | Posição nas paradas | Posição nas paradas | Álbum                 | Nota                                     |
| Ano  | Música                          | US                  | US Dance            | UK Pop Club         | Álbum                 | Nota                                     |
| ---- | ------------------------------- | ------------------- | ------------------- | ------------------- | --------------------- | ---------------------------------------- |
| 2010 | "I Want It All"                 | —                   | —                   | —                   | —                     |                                          |
| 2010 | "Sassy"                         | —                   | —                   | —                   | —                     |                                          |
| 2010 | "Cold Hearted Snake"            | —                   | —                   | —                   | —                     | Baseado em "Cold Hearted" de Paula Abdul |
| 2012 | "Put Your Graffiti On Me"       | —                   | 5                   | —                   | Against the Wall      |                                          |
| 2012 | "Wanna Say"                     | —                   | 25                  | —                   | Against the Wall      |                                          |
| 2013 | "Power"                         | —                   | —                   | —                   | —                     |                                          |
| 2015 | "1991"                          | —                   | —                   | —                   | Roxbury Drive         |                                          |
| 2015 | "Secrets"                       | —                   | —                   | —                   | Roxbury Drive         |                                          |
| 2016 | "All Your Love"                 | —                   | —                   | —                   | Love Music Funk Magic |                                          |
| 2017 | "Sometimes"                     | —                   | 4                   | 6                   | Love Music Funk Magic |                                          |
| 2018 | "If Eye Could Get UR Attention" | —                   | —                   | 2                   | Love Music Funk Magic | Cover do single de Prince                |

### Participação em Singles
| Ano  | Música                                                                                  | Posição nas paradas | Posição nas paradas | Posição nas paradas | Álbum             |
| Ano  | Música                                                                                  | US                  | UK                  | PT                  | Álbum             |
| ---- | --------------------------------------------------------------------------------------- | ------------------- | ------------------- | ------------------- | ----------------- |
| 2007 | "I Got It from My Mama" (will.i.am featuring Katerina Graham) 1                         | 31                  | 38                  | —                   | Songs About Girls |
| 2007 | "One More Chance" (will.i.am featuring Katerina Graham) 1                               | —                   | —                   | 36                  | Songs About Girls |
| 2007 | "The Donque Song" (will.i.am featuring Katerina Graham and Snoop Dogg) 1                | —                   | —                   | —                   | Songs About Girls |
| 2011 | "Sure Thing (Remix)" (Miguel featuring Katerina Graham)                                 | —                   | —                   | —                   | Single sem álbum  |
| 2012 | "Dog Day Afternoon" (Ras Kass & Doc Hollywood featuring Katerina Graham and Dirt Nasty) | —                   | —                   | —                   | Spit No Evil      |

- 1: Não creditada em sua parte na canção.

### Outras Músicas
| Ano  | Música                                                  | Nota                                                                               |  |
| ---- | ------------------------------------------------------- | ---------------------------------------------------------------------------------- |  |
| Ano  | Música                                                  | Nota                                                                               |  |
| 2002 | "Derailed"                                              | Trilha do filme Derailed                                                           |  |
| 2008 | "Down Like That"                                        |                                                                                    |  |
| 2009 | "Boom Kat"                                              | Vídeo promocional                                                                  |  |
| 2009 | "My Boyfriend's Back"                                   | Vídeo promocional/ Cover do The Angels                                             |  |
| 2009 | "Star Now"                                              |                                                                                    |  |
| 2010 | "Only Happy When It Rains"                              | Trilha de "The Vampire Diaries"/ Cover do Garbage                                  |  |
| 2011 | "Love Will Never Do Without An Escapade (Janet Mashup)" | Mashup das músicas de Janet Jackson "Escapade" e "Love You Never Do (Without You)" |  |
| 2011 | "Mr. Vain"                                              | Cover do Culture Beat                                                              |  |
| 2011 | "Take Me Away"                                          | Campanha publicitária da Ocean Pacific                                             |  |
| 2012 | "Fame"                                                  |                                                                                    |  |

### Turnês
- The Fantanas – Coca-Cola Company Fanta Campaign (2004–2006)
- The Black Eyed Peas – Black Blue & You Tour (2007)
- The Vampire Diaries Tour – Q&A With The Cast (2010)
- 2012 National Promo Tour (2012)

## Filmografia

### Filmes
| Filme | Filme                   | Filme               | Filme                      |
| Ano   | Filme                   | Personagem          | Notas                      |
| ----- | ----------------------- | ------------------- | -------------------------- |
| 1995  | Indians in the Cupboard |                     |                            |
| 1998  | The Parent Trap         | Jackie              |                            |
| 2004  | Johnson Family Vacation | dançarina 3         |                            |
| 2006  | Forbidden Fruits        | Candy               | direto para DVD            |
| 2007  | Hell on Earth           | Felicia             | filme para TV              |
| 2008  | Our First Christmas     | Assistente Bernie   | filme para TV              |
| 2009  | 17 Again                | Jamie               |                            |
| 2011  | The Roommate            | Kim Johnson         |                            |
| 2011  | Honey 2                 | Maria Bennett       | direto para DVD            |
| 2011  | Dance Fu                | Chaka Lovebell      | direto para DVD            |
| 2012  | Boogie Town             | Ingrid              | Pós-Produção               |
| 2012  | Bleachers               | Melanie             | Pré-Produção               |
| 2014  | Addicted                | Diamond             |                            |
| 2014  | Impulse                 | mulher              | Curta-metragem             |
| 2015  | Muse                    | Muse                | Série de 3 Curta-metragens |
| 2017  | All Eyez on Me          | Jada Pinkett        |                            |
| 2017  | Where's the Money       | Alicia              |                            |
| 2018  | How It Ends             | Samantha Sutherland | Filme da Netflix           |
| 2018  | Compassion Can't Wait   | enfermeira          | Curta-metragem             |
| 2018  | The Holiday Calendar    | Abby Sutton         | Filme da Netflix           |
| TBA   | Cut Throat City         | Demyra              | Pós-produção               |
| TBA   | Decoy                   | April               | Pré-produção               |
| TBA   | The Poison Rose         | Rose                | Filmando                   |
| TBA   | Emperor                 | Delores             | Filmando                   |

### Televisão
| Televisão | Televisão                                | Televisão        | Televisão                  |
| Ano       | Título                                   | Personagem       | Notas                      |
| --------- | ---------------------------------------- | ---------------- | -------------------------- |
| 2002      | Lizze McGuire                            |                  | 1 episódio                 |
| 2003      | Strong Medicine                          |                  | 1 episódio                 |
| 2003      | Malcolm in the Middle                    | Atriz            | 1 episódio                 |
| 2004      | Joan of Arcadia                          | Angela           | 1 episódio                 |
| 2004      | Like Family                              |                  | 1 episódio                 |
| 2004      | Grounded for Life                        |                  | 1 episódio                 |
| 2006      | The O.C.                                 | Kim              | 1 episódio                 |
| 2006      | CSI: Las Vegas                           | Tisha            | 1 episódio                 |
| 2007      | Greek                                    | Dançarina        | 1 episódio                 |
| 2008-2009 | Hannah Montana                           | Allison          | Recorrente                 |
| 2009-2017 | The Vampire Diaries                      | Bonnie Bennett   | Elenco principal           |
| 2015      | Stalker                                  | Christine Harper | 1 episódio                 |
| 2016      | Cadê o meu dinheiro?                     | Alicia           | Filme                      |
| 2017      | All Eyez On Me: A História de Tupac      | Jada Pinkett     | Filme                      |
| 2018      | Rise of the Teenage Mutant Ninja Turtles | April O'Neil     | Elenco principal, dublagem |
| 2018      | Feitiço de Natal                         | Abby             | Filme                      |
| 2018      | Próxima Parada: Apocalipse               | Samantha         | Filme                      |
| 2019      | A Rosa Venenosa                          | Rose             | Filme                      |
| 2020      | Missão Presente de Natal                 | Erika Miler      | Filme                      |
| 2020      | Heroi da Liberdade                       | Dolores          | Filme                      |
| 2022      | Onda de Calor                            | Claire           | Filme                      |
| 2022      | Amor em Verona                           | Julie Hutton     | Filme                      |
| 2026      | Michael                                  | Diana Ross       | Filme                      |

### Aparição em Videoclipes
| Ano  | Música                                     | Artista                         | Diretor                        | Notas                                       |
| ---- | ------------------------------------------ | ------------------------------- | ------------------------------ | ------------------------------------------- |
| 2002 | Why I Love You                             | B2K                             | Erik White                     | atriz                                       |
| 2002 | Slaker                                     | Tech N9ne                       | Ben Mor                        | dançarina/ cheerleader                      |
| 2002 | No L.O.V.E.                                | Jhené                           |                                | atriz                                       |
| 2003 | Wanna B Where U R                          | Floetry feat. Mos Def           | Nzingha Stewart                | dançarina                                   |
| 2004 | The Way I Am                               | Knoc-turn'al feat. Snoop Dogg   |                                | dançarina                                   |
| 2004 | Salt Shaker                                | Ying Yang Twins                 | Nzingha Stewart                | dançarina/ bombeira                         |
| 2005 | Lonely                                     | Akon                            | Gil Green                      | atriz                                       |
| 2006 | What you Want                              | Frontline                       | Rock Jacobs                    | atriz/ backing vocal                        |
| 2007 | Buddy                                      | Musiq Soulchild                 | Sanaa Hamri                    | atriz                                       |
| 2008 | Siempre Ausente                            | Akwid                           | Ketay/ Maximo                  | dançarina                                   |
| 2008 | One More Chance                            | Will.i.am                       | Scott Speer                    | atriz/ backing vocal                        |
| 2009 | What If                                    | 112                             | Fat Cats                       | atriz                                       |
| 2009 | Used To Love You                           | John Legend                     | Ben Mor                        | atriz                                       |
| 2010 | Somebody To Love (Remix)                   | Justin Bieber feat. Usher       | Dave Meyers                    | dançarina                                   |
| 2010 | Just a Dream                               | Nelly                           | Sanji                          | atriz                                       |
| 2011 | Looking For Love                           | Diddy Dirty Money feat. Usher   | Colin Tilley                   | atriz                                       |
| 2011 | Broken Down                                | Kevin Hammond                   | Tim Nackashi                   | atriz                                       |
| 2011 | Black and Jewish (Black and Yellow Parody) | Katerina Graham feat. Kali Hawk | James Davis, Rachel Goldenberg | Vídeo paródia no site Funny or Die/ cantora |
| 2014 | Really Don't Care                          | Demi Lovato feat. Cher Lloyd    | Ryan Pallotta                  | cameo                                       |

## Prêmios
| Ano  | Premiação          | Categoria                         | Filme               | Resultado |
| ---- | ------------------ | --------------------------------- | ------------------- | --------- |
| 2010 | Teen Choice Awards | Best Female Stealer               | The Vampire Diaries | Indicado  |
| 2011 | Teen Choice Awards | Best Female Stealer               | The Vampire Diaries | Venceu    |
| 2011 | Youth Rock Awards  | Rockin' Actress (TV)              | The Vampire Diaries | Indicado  |
| 2012 | Teen Choice Awards | Choice TV Actress: Sci-Fi/Fantasy | The Vampire Diaries | Indicado  |
| 2013 | Teen Choice Awards | Choice TV Actress: Sci-Fi/Fantasy | The Vampire Diaries | Indicado  |